# Chavannes-de-Bogis
Chavannes-de-Bogis es una comuna suiza del cantón de Vaud, situada en el distrito de Nyon. Limita al norte con la comuna de Bogis-Bossey, al este con Céligny (GE) y Founex, al sur con Commugny, y al oeste con Divonne-les-Bains (FR-01).
La comuna hizo parte hasta el 31 de diciembre de 2007 del círculo de Coppet.